# Toni Bajada
Pour les articles homonymes, voir Bajada.
Toni Bajada est un espion, messager et héros populaire maltais qui s'est illustré pendant le Grand Siège de Malte en 1565.

## Biographie

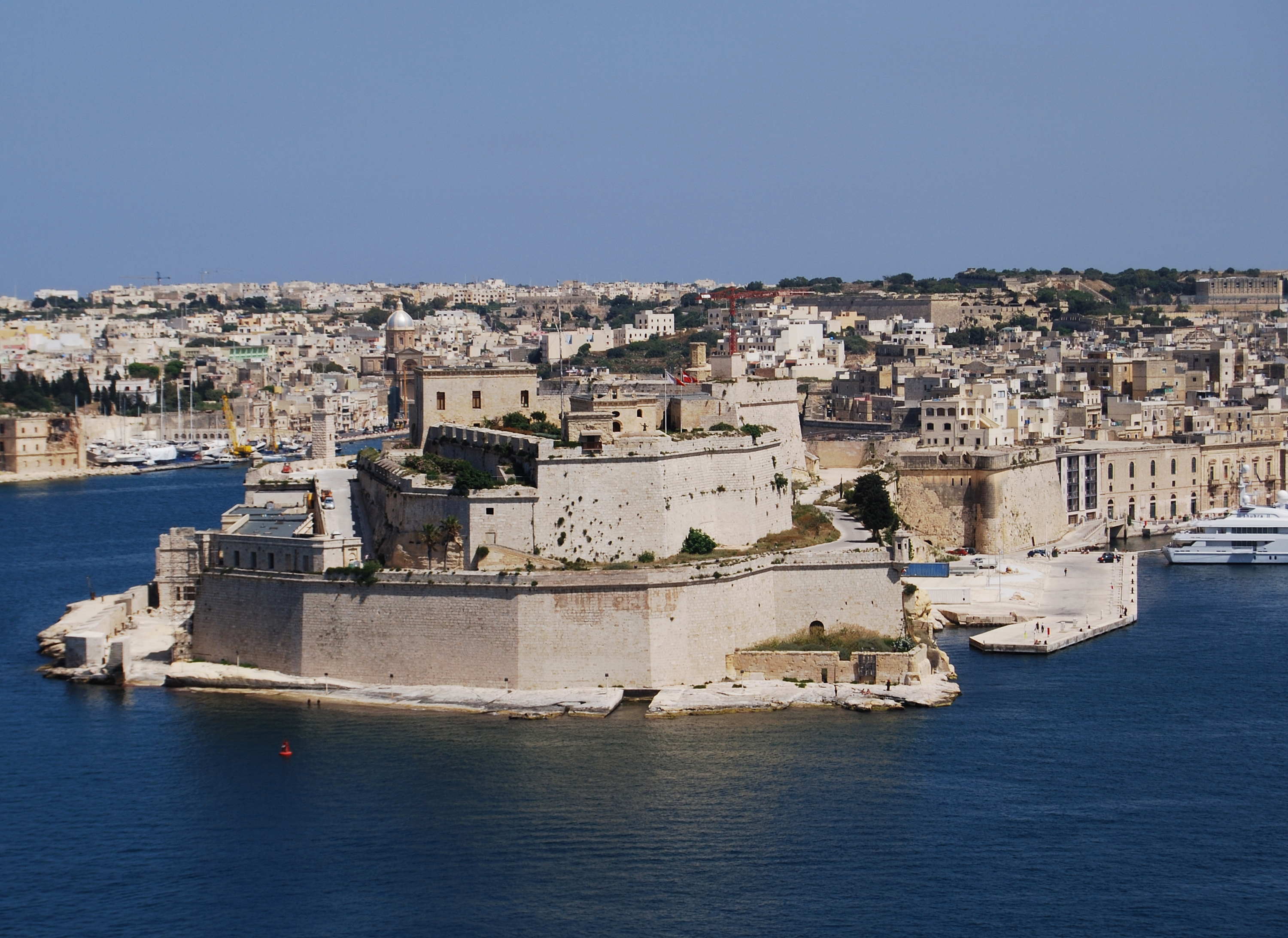
Le fort Saint-Ange, à l'extrémité de Birgu, en 2009.

Pendant sa jeunesse, il avait été esclave des Turcs et en possédait parfaitement la langue.
Durant le Grand Siège de Malte en 1565, avec d'autres messagers maltais, il était chargé de maintenir les communications entre les différentes places fortifiées, en particulier entre le gouverneur de Mdina et le grand maître Jean de Valette. Ses talents de nageur sont restés célèbres car pour porter les messages au fort Saint-Elme ou au Fort Saint-Ange, il devait traverser à la nage le Grand port.
Certains de ses messages seront particulièrement importants durant le conflit, comme celui du 2 juillet 1565 où Toni Bajada transmet à Jean de Valette l'annonce du renfort de 40 chevaliers de l'Ordre, 20 artilleurs et 700 soldats qui avaient pu débarquer à Malte, depuis quatre galères.

## Réputation et hommages
Son habileté, ses talents de nageur et son grand courage sont devenus légendaires à Malte, où ses exploits sont racontés aux jeunes enfants avec fierté et affection, devenant une sorte de Robin des Bois méditerranéen.
Plusieurs lieux célèbrent sa mémoire à Malte, notamment :
- à Naxxar : Pjazza Toni Bajada (place Toni Bajada) 35° 54′ 54″ N, 14° 26′ 43″ E
- à La Valette : Sqaq Toni Bajada (ruelle Toni Bajada) 35° 54′ 03″ N, 14° 31′ 03″ E
- à San Pawl il-Baħar : Triq Toni Bajada (rue Toni Bajada) 35° 56′ 57″ N, 14° 24′ 23″ E

Plusieurs ouvrages lui sont consacrés : 
- (mt) Ġużè Muscat Azzopardi (en), Toni Bajjada, 1878
- (en) Emilio Lombardi, Toni Bajada : The Maltese Messenger of the Grand Master, Book Distributors Ltd, Malta, 2008 (ISBN 978-99909-72-91-7)